# QRIII
Albums de Quiet Riot
Condition Critical
(1984) Quiet Riot
(1988)
QRIII est le cinquième album du groupe de hard rock Quiet Riot publié en 1986. Cet album atteignit la 31e place du Billboard 200 le 20 septembre 1986 mais sans certification officielle par la RIAA. L'échec commercial de QRIII marque le début du déclin inexorable de Quiet Riot, déclin symbolisé en février 1987 par l'éviction de Kevin DuBrow de son propre groupe par ses trois musiciens !

## Liste des chansons
1. Main Attraction - 4:43 - (Banali, Cavazo, DuBrow, Proffer, Purdell, Wright)
2. The Wild And The Young - 3:37 - (Banali, Cavazo, DuBrow, Proffer, Wright)
3. Twilight Hotel - 4:35 - (Banali, Cavazo, DuBrow, Proffer, Wright)
4. Down And Dirty - 3:15 - (Banali, Cavazo, DuBrow, Wright)
5. Rise Or Fall - 4:01 - (Banali, Cavazo, DuBrow, Wright)
6. Put Up Or Shut Up - 4:07 - (Banali, Cavazo, DuBrow, Wright)
7. Still Of The Night - 4:42 - (Banali, Cavazo, DuBrow, Proffer, Purdell, Wright)
8. Base Case - 0:59 - (Wright)
9. The Pump - 4:02 - (Banali, Cavazo, DuBrow, Wright)
10. Slave To Love - 3:55 - (Banali, Bush, Cavazo, DuBrow, Proffer, Wright)
11. Helping Hands - 4:13 - (Banali, Cavazo, DuBrow, Wright)

## Musiciens
- Kevin DuBrow: Chant, chœurs, guitare
- Carlos Cavazo: Guitares, chœurs
- Chuck Wright: Basse, chœurs
- Frankie Banali: Batterie, percussions électroniques et acoustiques

## Musiciens additionnels
- John Purdell : Claviers, programmation
- Marcus Barone : Samplings EMU, Emulator
- Michelle Rohl et Debra Raye : Chœurs sur "The Pump"
- Jimmy Whitney et la chorale "The Bible of Dreams" : Chœurs sur "Slave To Love"
- Bobby Kimball : Chœurs sur "Still Of The Night"